# 大野村 (新潟県西頸城郡)
大野村（おおのむら）は、かつて新潟県西頸城郡にあった村。

## 沿革
- 1889年（明治22年）4月1日 - 町村制の施行により、西頸城郡大野村の区域をもって、西頸城郡大野村が発足する。
- 1932年（昭和7年）
  - 6月1日 - 村役場が字江端に新築移転[1]。
  - 9月16日 - 村章と村歌を制定[1]。
- 1954年（昭和29年）6月1日 - 西頸城郡糸魚川町、浦本村、下早川村、上早川村、大和川村、西海村、大野村、根知村及び小滝村が合併して、糸魚川市が発足する。